# Brócolis
Os brócolis (português brasileiro) ou brócolos (português europeu) (do italiano broccolo, no plural broccoli) são vegetais da família Brassicaceae, uma das formas cultivadas de couve, tal como a couve-flor, o repolho, couve-de-bruxelas, couve-nabo entre outras.
As folhas, as flores e os pedúnculos florais são comestíveis. O cruzamento dos brócolos ou brócolis com o kai lan asiático gera o brocollini, que possui talos comestíveis.
Originários da Europa, também são usados em medicina graças ao seu elevado teor de cálcio que é - dependendo da variedade e da forma de preparo em média 47 mg por cada 100 gramas de flores e 51 miligramas em cada 100 gramas de folhas. Por isso, este vegetal é um bom construtor e formador dos ossos e dos dentes.
De acordo com pesquisas publicadas recentemente, os brócolos ou brócolis e o repolho ajudam a evitar o câncer de próstata se forem consumidas pelo menos três porções diárias desses vegetais. Essa pesquisa baseou-se num estudo do Centro de Pesquisas do Câncer Fred Hutchinson, de Seattle, nos Estados Unidos.
Há algumas evidências preliminares que o consumo regular de brotos desta planta poderiam erradicar Helicobacter pylori.
Os brócolis ou brócolos são utilizados no preparo de saladas, podendo também ser utilizados em pratos como folhados e massas. Assim como a couve-flor, também podem ser cozidos no vapor, o que ajuda a manter seus componentes nutricionais.

## Diferentes variedades

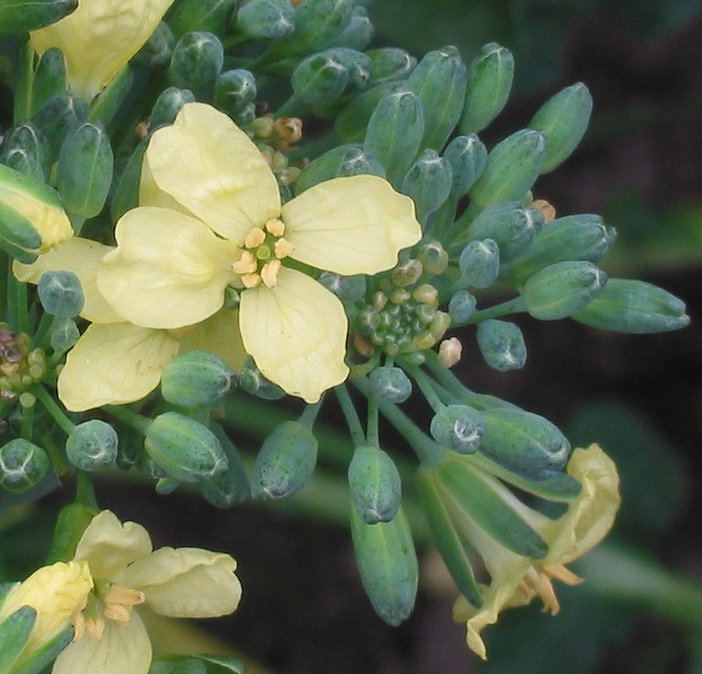
Flor de brócolis

No Brasil, o brócolis puro, originário do norte do Mediterrâneo e conhecido como brócolis-americano por ter vindo dos Estados Unidos, lá originalmente introduzidos por imigrantes italianos, é menos comum e mais caro. Predomina o brocollini, um cruzamento do brócolis europeu com o brócolis chinês ou kai lan, que possui talos consumíveis por serem muito mais tenros.
Lá conhecido por "ramoso", assim chamado porque produz ramas em abundância, que são pedúnculos florais longos. Os produtores colhem estas ramas que são vendidas em maços, e há rebrotação de mais ramas nas plantas, possibilitando colheitas continuas por um determinado período. As variedades mais conhecidas de brócolis ramoso brasileiro são o ramoso santana de inverno, e o ramoso piracicaba de verão.
Um grupo diferente que apareceu depois, e que é usado bastante em pratos congelados, é o aforacitado brócolis-americano ou brócolis-de-cabeça, chamado assim porque o que se colhe é uma cabeça, como a de um couve-flor. O produtor faz uma colheita única na planta, e a produção é dirigida principalmente para processamento. As fotos que ilustram receitas culinárias normalmente são estes brócolis de variedade pura.
Comparado ao brócolis ramoso ou brocollini, quando cozidos no vapor por cerca de sete (ponto do brócolis-americano ou puro) a quinze (ponto do brocollini) minutos, o sabor do brócolis puro lembra mais o da couve-flor, e ao se inverter o ponto-de-vista, o sabor do brocollini (geralmente cozido e consumido junto com suas folhas e talos) é mais parecido, ainda que distantemente, com o de outras verduras verde-escuras de sabor forte, como a couve comum (de se fazer caldo verde ou refogado para acompanhar feijoada), a mostarda, a chicória e a acelga, comparado com o brócolis puro (entretanto, o brocollini nunca é amargo como a chicória ou pinicante como a mostarda preparada indevidamente, e ambas as variedades podem ser consumidas cruas quando não apresentam sinais de pragas ou fungos, ao contrário da mostarda e da acelga).